# Cafundó (filme)
Cafundó é um filme brasileiro de 2005, do gênero drama, dirigido por Clóvis Bueno e Paulo Betti e protagonizado por Lázaro Ramos. O filme é uma cinebiografia baseada no milagroso senhor João de Camargo, de Sorocaba, e tem como base o livro João de Camargo de Sorocaba: O Nascimento de uma Religião, de Carlos de Campos e Adolfo Frioli. O título vem de um antigo quilombo, fonte da inspiração espiritual original de João de Camargo, localizado no atual Salto de Pirapora.

## Sinopse
Estado de São Paulo, década de 1890. João (Lázaro Ramos) é um ex-escravo filho de uma sacerdotisa orixá e trabalha como vaqueiro para um coronel. Um dia, ele e seu amigo Cirino (Leandro Firmino) decidem deixar a fazenda. João leva a mãe para o Cafundó, bastião da religião afro-americana nas redondezas. No entanto, João deixa a comunidade e faz recados para trabalhar em empregos braçais. Ele conhece uma prostituta branca possuída chamada Rosário (Leona Cavalli) e se apaixona. Só depois de um casamento infeliz com Rosário e o falecimento de sua mãe, João tem uma série de visões e decide trabalhar como líder espiritual para Sorocaba. Em 1906, ele constrói uma igreja com a ajuda de Cirino e começa a pregar sua fé sincrética, que é uma mistura de adoração a Orixás, veneração de santos católicos e, eventualmente, o espiritismo kardecista.

## Elenco
- Lázaro Ramos como João de Camargo
- Leona Cavalli como Rosário
- Leandro Firmino como Cirino
- Alexandre Rodrigues como Natalino (adulto)
- Ernani Moraes como Coronel João Justino
- Luís Melo como monsenhor João Soares
- Renato Consorte como Ministro
- Francisco Cuoco como Bispo
- Abrahão Farc como juiz
- Chica Lopes como João Mal

## Produção
O filme foi gravado em 2003 em locação no estado do Paraná, principalmente em regiões de Curitiba, Castro, Lapa, Paranaguá e Ponta Grossa.

## Recepção
O filme conquistou cinco Kikitos no Festival de Cinema de Gramado, nas categorias melhor ator para Lázaro Ramos, melhor direção de arte, melhor fotografia e prêmio especial do júri. Também foi premiado como melhor filme e melhor fotografia, no Festival de Cinema de Paraty.

### Prêmios e indicações
| Ano  | Associações                                 | Categoria                                       | Recipiente(s)                | Resultado |
| ---- | ------------------------------------------- | ----------------------------------------------- | ---------------------------- | --------- |
| 2005 | Festival de Gramado                         | Melhor Filme                                    | Cafundó                      | Indicado  |
| 2005 | Festival de Gramado                         | Melhor Ator                                     | Lázaro Ramos                 | Venceu    |
| 2005 | Festival de Gramado                         | Melhor Direção de Arte                          | Vera Hamburguer              | Venceu    |
| 2005 | Festival de Gramado                         | Melhor Fotografia                               | José Roberto Eliezer         | Venceu    |
| 2005 | Festival de Gramado                         | Melhor Longa Metragem em 35mm Brasileiro (júri) | Cafundó                      | Venceu    |
| 2005 | Mostra Internacional de Cinema de São Paulo | Melhor Filme                                    | Cafundó                      | Indicado  |
| 2006 | Los Angeles Pan African Film Festival       | Menção Honrosa                                  | Cafundó                      | Venceu    |
| 2006 | Mostra de Cinema Latino-Americano de Lérida | Melhor Primeira Direção                         | Paulo Betti e Clóvis Bueno   | Venceu    |
| 2007 | Prêmio ABC de Cinematografia                | Melhor Direção de Arte                          | Vera Hamburguer              | Indicado  |
| 2007 | Prêmio ABC de Cinematografia                | Melhor Fotografia                               | José Roberto Eliezer         | Indicado  |
| 2007 | Prêmio Contigo! de Cinema Nacional          | Melhor Figurino                                 | Bia Salgado e Vera Magalhães | Indicado  |
| 2007 | Prêmio Guarani de Cinema Brasileiro         | Melhor Ator                                     | Lázaro Ramos                 | Indicado  |
| 2007 | Prêmio Guarani de Cinema Brasileiro         | Melhor Atriz Coadjuvante                        | Leona Cavalli                | Indicado  |
| 2007 | Prêmio Guarani de Cinema Brasileiro         | Melhor Fotografia                               | José Roberto Eliezer         | Indicado  |
| 2007 | Prêmio Guarani de Cinema Brasileiro         | Melhor Maquiagem                                | Siva Rama Terra              | Indicado  |